# Tanque medio T42
El T42 era un prototipo de tanque medio estadounidense, propulsado por el motor Continental AOS-895-3 de seis pistones opuestos enfriado por aire y sobrealimentado, de 14,68 l.

## Historia y desarrollo
Fue diseñado para cumplir la orden OTCM 32529 del 2 de diciembre de 1948, que especificaba un tanque que pesase 36 t, estuviese armado con el mismo cañón del M46 Patton y tuviese un blindaje más grueso. Con un motor que apenas generaba 500 cv, sus diseñadores se mostraron preocupados por su desempeño. Cuando fue probado junto a un T40 con la misma carga de combate que el T42 y propulsado por el Continental AOS-895 conectado a una caja de cambios CD-500, reveló tener un desempeño equivalente al del posterior modelo M4A3, que era inferior a las estimaciones de diseño.
Los prototipos fueron enviados a las pruebas equipados con un motor mejorado AOS-895-3 y la caja de cambios CD-500-3. Algunas de las piezas de acero fueron reemplazadas por piezas de aluminio, haciendo que el T42 sea más ligero por 227 kg. Gracias a su mejor desempeño, sobrepasó las especificaciones originales, pero el Ejército rehusó adoptarlo por tener un motor poco potente y el desarrollo se concentró en el programa del M47 y el T48 (después M48). 

## Variantes
- T69: armado con el cañón T178 90 mm, equipado con cargador automático y montado en una torreta oscilante.[5]
- T87: mejora propuesta del T42, que incluía características tales como un casco de acero fundido elíptico y orugas sin resaltes de guía.[5]